# 仁敬王后
仁敬王后 金氏（じんけいおうこう きんし、インギョンワンフ キムシ、順治18年9月3日（1661年10月25日） - 康熙19年10月26日（1680年12月16日））は、李氏朝鮮第19代国王粛宗の最初の正室。尊号・徽号・諡号は光烈宣穆恵聖純懿孝荘明顕仁敬王后。陵号は翼陵。本貫は高麗の有力豪族でもあった光山金氏。

## 生涯
1661年に会賢洞私邸にて、光城府院君 金萬基（キム・マンギ）と正妻・西原府夫人 韓氏の長女として誕生した。朝鮮第14代王宣祖と後宮仁嬪金氏の娘、貞恵翁主は自身の直系5親等にあたる。(高祖母)
1671年、世子だった粛宗と政略結婚。舅である顕宗が崩御し、夫が即位すると、王妃に冊封された。1677年と1679年に2人の王女を出産したが、いずれも早世した。
1680年、天然痘を患ってから程なくして、慶熙宮会祥殿にて崩御した。享年19歳。御陵は翼陵。自身の死後、彼女の後釜として、仁顕王后が夫の継妃となった。

## 家族
- 父: 光城府院君　金萬基（朝鮮語版）（1633年-1687年）
- 母: 西原府夫人　清州韓氏（生年不詳-1720年）
  - 兄: 金鎭亀（朝鮮語版）（刑曹判書、1651年-1704年）
  - 兄: 金鎭圭（朝鮮語版）（工曹判書、1658年-1716年）
  - 弟: 金鎭瑞（朝鮮語版）（1663年-1712年）
  - 弟: 金鎭符（朝鮮語版）（1676年-1693年）
  - 妹: 金漢惠（生没年不詳）
  - 妹: 金福惠（生没年不詳）
- 夫: 粛宗
  - 長女: 公主（1677年-1678年）- 早世。
  - 次女: 公主（1679年-1679年）- 早世。

## 登場作品
テレビドラマ
- 『チャン・オクチョン-張禧嬪-』（SBS、2013年、演：キム・ハウン）